# Eustasio de Luxeuil
Eustasio (560-629) fue abad de Luxeuil-les-Bains en el Franco Condado. 
Era de una noble familia de Borgoña. Nació a finales del reinado de Clotario I y se adscribió bajo la disciplina de San Columbano en el monasterio de Luxeuil y después de haber dejado este monasterio, por acompañar a Columbano, volvió a él el año 611 y gobernó la comunidad hasta que el rey Teodorico I le envió a Italia a que buscase a san Columbano en el monasterio de Bobio. No quiso volver este santo y volvió a enviar a Eustasio para que continuase gobernando el monasterio de Luxeuil. 
Habiendo pues vuelto Eustasio, predicó el evangelio el año 616 y 617 a los boyos y a los bávaros. Cuando estuvo ya de vuelta en su monasterio, uno de sus religiosos llamado Agresto o Agrestin, habiéndolo querido empeñar, aunque en vano, en el cisma de los defensores de los Tres Capítulos, se sublevó contra él y emprendió hacer condenar la regla de san Columbano en un concilio que se tuvo en Macón el año 623 y 624. Eustasio sostuvo en él la regla de su maestro e impidió que le condenase este concilio.
Los martirologios varían acerca del día de su muerte asignando unos su fiesta en 29 de marzo y otros en 11 de octubre. Su vida, que escribió Jonás y está en el acta sanctorum de Dolando, se halla también en las actas del padre Mabillon. Se dice que originariamente la iglesia que en París tiene el nombre de San Eustaquio, estaba bajo la invocación de San Eustasio y que solamente en la secuela de los tiempos se ha dado a esta iglesia llegada a ser parroquia considerable, el nombre de San Eustaquio mártir pretenso.